# Stefano Antonucci
Stefano Antonucci (Roma, 12 ottobre 1948) è un attore e comico italiano.

## Biografia

Stefano Antonucci, (a destra), in una scena di Body Guards - Guardie del corpo (2000)

Ha interpretato ruoli che vanno dal sacerdote al poliziotto, dal barbiere al veterinario. Attivo nel cinema a fianco di comici quali Renato Pozzetto, Massimo Boldi, Christian De Sica, Roberto Benigni, Diego Abatantuono e Paolo Villaggio.
In molti dei suoi ruoli da attore caratterista comico, in passato, sfruttava il suo particolare sguardo espressivo caratterizzato da occhi molto penetranti.
Negli anni ottanta è stato partner di Nino Frassica negli sketch di Radio anghe noi di Renzo Arbore. Appare in alcune Pubblicità Progresso sia dei vari ministeri, delle Poste Italiane, qualche pubblicità per i prodotti italiani e qualche pubblicità di riviste.

## Filmografia

### Cinema
- ...e noi non faremo karakiri, regia di Francesco Longo (1981)
- No grazie, il caffè mi rende nervoso, regia di Lodovico Gasparini (1982)
- Il tifoso, l'arbitro e il calciatore, regia di Pier Francesco Pingitore (1982)
- Sogni mostruosamente proibiti, regia di Neri Parenti (1982)
- Pappa e ciccia, regia di Neri Parenti (1983)
- Fantozzi subisce ancora, regia di Neri Parenti (1983)
- Sfrattato cerca casa equo canone, regia di Pier Francesco Pingitore (1983)
- Dance Music, regia di Vittorio De Sisti (1983)
- Champagne in paradiso, regia di Aldo Grimaldi (1983)
- Acqua e sapone, regia di Carlo Verdone (1983)
- Tutti dentro, regia di Alberto Sordi (1984)
- I pompieri, regia di Neri Parenti (1985)
- Scuola di ladri - Parte seconda, regia di Neri Parenti (1987)
- Casa mia, casa mia..., regia di Neri Parenti (1988)
- Il piccolo diavolo, regia di Roberto Benigni (1988)
- Fantozzi va in pensione, regia di Neri Parenti (1988)
- Ho vinto la lotteria di capodanno, regia di Neri Parenti (1989)
- Fantozzi alla riscossa, regia di Neri Parenti (1990)
- Johnny Stecchino, regia di Roberto Benigni (1991)
- Gole ruggenti, regia di Pier Francesco Pingitore (1992)
- Anni 90 - Parte II, regia di Enrico Oldoini (1993)
- Fantozzi in paradiso, regia di Neri Parenti (1993)
- S.P.Q.R. - 2000 e ½ anni fa, regia di Carlo Vanzina (1994)
- Miracolo italiano, regia di Enrico Oldoini (1994)
- Storie d'amore con i crampi, regia di Pino Quartullo (1995)
- A spasso nel tempo, regia di Carlo Vanzina (1996)
- Banzai, regia di Carlo Vanzina (1997)
- Paparazzi, regia di Neri Parenti (1998)
- La cena, regia di Ettore Scola (1998)
- Tifosi, regia di Neri Parenti (1999)
- Fantozzi 2000 - La clonazione, regia di Domenico Saverni (1999)
- Body Guards - Guardie del corpo, regia di Neri Parenti (2000)
- E adesso sesso, regia di Carlo Vanzina (2001)
- Febbre da cavallo - La mandrakata, regia di Carlo Vanzina (2002)
- Natale in India, regia di Neri Parenti (2003)
- Le barzellette, regia di Carlo Vanzina (2004)
- Troppo belli, regia di Ugo Fabrizio Giordani (2005)
- Il ritorno del Monnezza, regia di Carlo Vanzina (2005)
- In memoria di me, regia di Saverio Costanzo (2006)
- Il punto rosso, regia di Marco Carlucci (2006)
- Cemento armato, regia di Marco Martani (2007)
- Come le formiche, regia di Italo Borelli (2007)
- Scrivilo sui muri, regia di Giancarlo Scarchilli (2007)
- Il peso dell'aria, regia di Stefano Calvagna (2008)
- La vita è una cosa meravigliosa, regia di Carlo Vanzina (2010)
- Buona giornata, regia di Carlo Vanzina (2012)
- Colpi di fulmine, regia di Neri Parenti (2012)
- Ma tu di che segno 6?, regia di Neri Parenti (2014)
- Vacanze ai Caraibi, regia di Neri Parenti (2015)
- Natale col boss, regia di Volfango De Biasi (2015)
- La coppia dei campioni, regia di Giulio Base (2016)
- Tu quoque, regia di Gianni Quinto (2025)

### Televisione
- Ma tu mi vuoi bene?, regia di Marcello Fondato – film TV (1992)
- Olimpo Lupo - Cronista di nera, regia di Fabrizio Laurenti – film TV (1995)
- Ladri si nasce, regia di Pier Francesco Pingitore – film TV (1997)
- Amiche davvero, regia di Marcello Cesena – film TV (1998)
- Un medico in famiglia – serie TV, 2 episodi (1998-2016)
- Tre stelle, regia di Pier Francesco Pingitore – miniserie TV (1999)
- Villa Ada, regia di Pier Francesco Pingitore – film TV (1999)
- Il commissario – serie TV, 1 episodio (2002)
- Imperia, la grande cortigiana, regia di Pier Francesco Pingitore – film TV (2005)
- Distretto di Polizia – serie TV, episodi 5x18-6x04 (2005-2006)
- Di che peccato sei?, regia di Pier Francesco Pingitore – film TV (2007)
- Piper, regia di Carlo Vanzina – film TV (2007)
- Crimini – serie TV, episodio 1x07 (2007)
- Vita da paparazzo, regia di Pier Francesco Pingitore – miniserie TV (2008)
- VIP, regia di Carlo Vanzina – film TV (2008)
- 4 misteri e un funerale – serie TV (2022)
- Un professore – serie TV, episodio 2x12 (2023)

## Teatro
- Pole dance, regia di Sargis Galstyan, co-protagonista con Marine Galstyan (2019)
- Serata di arte varia e avariata, regia Gaetano Mosca, co-protagonista con Sandro Torella (2023)

## Programmi televisivi
- Indietro tutta!, regia di Stefano Vicario (Rai 2, 1987-1988)
- Fantastica italiana, regia di Lella Artesi – varietà, prima edizione (Rai 1, 1995-1996)
- Il castello (Rai 1, 2002-2003)